# Benay Venuta
Benay Venuta (27 de enero de 1910 – 1 de septiembre de 1995) fue una actriz, cantante y bailarina estadounidense.
Varias fuentes afirman que nació el 27 de enero de 1911. En su obituario, The New York Times dice que nació en 1911, indicando que tenía 84 años. Sin embargo, el California Birth Index y el Censo de Estados Unidos muestran que nació en 1910, por lo cual tendría 85 años en el momento de su muerte.

## Biografía
Su verdadero nombre era Benvenuta Rose Crooke, y nació en San Francisco, California, siendo su padre inglés, y su madre suizo-italiana. Graduada en la Escuela Preparatoria Hollywood, estudió también en Ginebra y vivió en Londres, donde trabajó como bailarina antes de regresar a los Estados Unidos.
La primera actuación para la pantalla de Venuta llegó en 1928 con el film mudo Trail of '98. Otras de sus películas fueron Annie Get Your Gun, Call Me Mister, y Bullets Over Broadway. (algunas fuentes afirman que su primera película fue Repeat Performance.)
Su debut teatral en el circuito de Broadway tuvo lugar sustituyendo a Ethel Merman en el papel de Reno Sweeney en la pieza de Cole Porter Anything Goes en 1935. Ambas actrices hicieron amistad y actuaron juntas en una reposición de Annie Get Your Gun en 1966. Otras de sus actuaciones en Broadway llegaron con las piezas By Jupiter (1942), Hazel Flagg (1953), y La chica del asiento de atrás (1979).
Entre las obras en las que actuó Venuta en el teatro de verano y en representaciones a lo largo del país se encuentran A Little Night Music, Bus Stop, Gypsy, Come Blow Your Horn, Mame, The Prisoner of Second Avenue, Little Me, y Pal Joey.
En 1958 Venuta fue escogida para interpretar a Bertha Cool en el programa piloto de una serie titulada Cool and Lam, basada en las novelas de Erle Stanley Gardner, pero la serie no llegó a rodarse. Sin embargo, el público televisivo conoció a la actriz por trabajar junto a Jean Smart en la sitcom Designing Women.
Para la radio, Venuta trabajó en un programa propio, Benay Venuta Hour, emitido por la CBS. Además, participó en shows como Freddie Rich's Penthouse Party, Duffy's Tavern y Take a Note. En 1948 fue presentadora de Keep Up with the Kids, un concurso radiofónico en el cual padres famosos (Roddy McDowall, Penny Singleton, Pat O'Brien) competían contra sus hijos.
Venuta se casó y se divorció tres veces. Tuvo dos hijas, Patty y Deborah, fruto de su segundo matrimonio con el productor Armand Deutsch. Desde 1952 a 1962 había estado casada con el actor Fred Clark. 
Benay Venuta falleció en 1995 en Nueva York a causa de un cáncer de pulmón. Tenía 84 años de edad.